# Wu Naiqun
Wu Naiqun (吴乃群S, Wú NǎiqúnP; Shenyang, 4 febbraio 1971) è un ex cestista cinese.

## Carriera
Con la Cina ha disputato i Giochi della XXVII Olimpiade e i Mondiali 1994.